# Niklas Behrens
Niklas Behrens (Bremen, 6 november 2003) is een Duits wielrenner.

## Carrière
In 2023 won Behrens, als stagiair bij Strock-Metropol Cycling, de openingsetappe in de Flanders Tomorrow Tour. De leiderstrui die hij daaraan overhield raakte hij een dag later kwijt aan Mathis Avondts.
In 2024 maakte Behrens de overstap naar de opleidingsploeg van Lidl-Trek. Begin maart werd hij dertiende in de Ster van Zwolle. Twee weken later won hij de Youngster Coast Challenge, voor Ramses Debruyne en Tim Torn Teutenberg. In april werd hij vierde in de beloftenversie van Gent-Wevelgem. Tijdens de nationale kampioenschappen was enkel Tim Torn Teutenberg sneller in de tijdrit voor beloften. In de door Marco Brenner gewonnen wegwedstrijd bij de eliterenners eindigde Behrens op de vijftiende plek. Een week later was hij wel de beste in de beloftenwedstrijd. In september werd hij vierde in de Grote Prijs Rik Van Looy, een eendagswedstrijd. Vier dagen later stond hij aan de start van de tijdrit voor beloften op het Europese kampioenschap dat gehouden werd in het Belgische Limburg. Behrens werd achtste, op meer dan anderhalve minuut van winnaar Alec Segaert. In de wegwedstrijd versloeg de Nederlander Huub Artz hem in een sprint-à-deux om de winst. Slechts tien dagen later stond het wereldkampioenschap op zijn programma. In de beloftentijdrit werd hij zevende, op meer dan een minuut van winnaar Iván Romeo. In de wegwedstrijd maakte hij deel uit van een elitegroep die in de laatste tien kilometer de Zwitser Jan Christen, die al veertig kilometer alleen op kop reed, bijhaalde. Behrens plaatste een versnelling die enkel door de Slowaak Martin Svrček gevolgd kon worden. In de straten van Zürich versloeg Behrens zijn tegenstander in de sprint.

## Overwinningen
2023
1e etappe Flanders Tomorrow Tour
2024
Youngster Coast Challenge
 Duits kampioen op de weg, Beloften
1e etappe Ronde van de Elzas (ploegentijdrit)
 Wereldkampioen op de weg, Beloften

### Resultaten in voornaamste wedstrijden
|      | \| Jaar \| Parijs-Roubaix \| \| ---- \| -------------- \| \| 2025 \| buit.tijd \| |
| Jaar | Parijs-Roubaix                                                                    |
| 2025 | buit.tijd                                                                         |

## Ploegen
- 2023 –  Strock-Metropol Cycling (stagiair vanaf 1 augustus)
- 2024 –  Lidl-Trek Future Racing
- 2025 –  Team Visma-Lease a Bike